# Romandiet Rundt
Romandiet Rundt er et etapeløb som er del af UCI ProTour. Løbet køres i den gamle Romandiet-region i den fransk-talende del af Schweiz. Den første udgave blev arrangeret i 1947 for at markere 50-års jubilæet til UCI.
Løbet starter traditionelt med en enkeltstarts-prolog i Genève og afsluttes med endnu en enkeltstart i det bjergede terræn i Lausanne.
Etaperne plejer at køres i Alperne og Jurabjergene i det vestlige Schweiz.

## Vinderne
| År   | Vinder                   | Toer                     | Treer                |        |
| ---- | ------------------------ | ------------------------ | -------------------- | ------ |
| 1947 | Désiré Keteleer          | Gino Bartali             | Ferdinand Kübler     |        |
| 1948 | Ferdinand Kübler         | Jean Goldschmit          | Mett Clemens         |        |
| 1949 | Gino Bartali             | Ferdinand Kübler         | Settimio Simonini    |        |
| 1950 | Édouard Fachleitner      | Hugo Koblet              | Kléber Piot          |        |
| 1951 | Ferdinand Kübler         | Hugo Koblet              | Fritz Schär          |        |
| 1952 | Wout Wagtmans            | Hugo Koblet              | Raymond Impanis      |        |
| 1953 | Hugo Koblet              | Pasquale Fornara         | Louison Bobet        |        |
| 1954 | Jean Forestier           | Pasquale Fornara         | Carlo Clerici        |        |
| 1955 | René Strehler            | Hugo Koblet              | Max Schellenberg     |        |
| 1956 | Pasquale Fornara         | Carlo Clerici            | René Strehler        |        |
| 1957 | Jean Forestier           | Guido Carlesi            | Hugo Koblet          |        |
| 1958 | Gilbert Bauvin           | Pino Cerami              | Giovanni Pettinati   |        |
| 1959 | Kurt Gimmi               | Rolf Graf                | Fredy Rüegg          |        |
| 1960 | Louis Rostollan          | Édouard Delberghe        | Jos Hoevenaars       |        |
| 1961 | Louis Rostollan          | Giuseppe Fezzardi        | Imerio Massignan     |        |
| 1962 | Guido De Rosso           | Franco Cribiori          | Joseph Novales       |        |
| 1963 | Willy Bocklant           | Federico Bahamontes      | Guido De Rosso       |        |
| 1964 | Rolf Maurer              | Huub Zilverberg          | Gastone Nencini      |        |
| 1965 | Vittorio Adorni          | Rolf Maurer              | Robert Hagmann       |        |
| 1966 | Gianni Motta             | Raymond Delisle          | Rolf Maurer          |        |
| 1967 | Vittorio Adorni          | Louis Pfenninger         | Armand Desmet        |        |
| 1968 | Eddy Merckx              | Raymond Delisle          | Robert Hagmann       |        |
| 1969 | Felice Gimondi           | Vittorio Adorni          | Antoine Houbrechts   |        |
| 1970 | Gösta Pettersson         | Davide Boifava           | Joop Zoetemelk       |        |
| 1971 | Gianni Motta             | Antonio Salutini         | Willy Van Neste      |        |
| 1972 | Bernard Thévenet         | Lucien Van Impe          | Raymond Delisle      |        |
| 1973 | Wilfried David           | Lucien Van Impe          | Michel Pollentier    |        |
| 1974 | Joop Zoetemelk           | Wladimiro Panizza        | Fedor den Hertog     |        |
| 1975 | Francisco Galdós         | Josef Fuchs              | Knut Knudsen         |        |
| 1976 | Johan De Muynck          | Roger De Vlaeminck       | Eddy Merckx          |        |
| 1977 | Gianbattista Baronchelli | Joop Zoetemelk           | Knut Knudsen         |        |
| 1978 | Johan van der Velde      | Hennie Kuiper            | Johan De Muynck      |        |
| 1979 | Giuseppe Saronni         | Gianbattista Baronchelli | Henk Lubberding      |        |
| 1980 | Bernard Hinault          | Silvano Contini          | Giuseppe Saronni     |        |
| 1981 | Tommy Prim               | Giuseppe Saronni         | Peter Winnen         |        |
| 1982 | Jostein Wilmann          | Tommy Prim               | Silvano Contini      |        |
| 1983 | Stephen Roche            | Phil Anderson            | Tommy Prim           |        |
| 1984 | Stephen Roche            | Jean-Marie Grezet        | Niki Rüttimann       |        |
| 1985 | Jörg Müller              | Acácio da Silva          | Tommy Prim           |        |
| 1986 | Claude Criquielion       | Jean-François Bernard    | Bruno Cornillet      |        |
| 1987 | Stephen Roche            | Jean-Claude Leclercq     | Ronan Pensec         |        |
| 1988 | Gerard Veldscholten      | Tony Rominger            | Urs Zimmermann       |        |
| 1989 | Phil Anderson            | Gilles Delion            | Robert Millar        |        |
| 1990 | Charly Mottet            | Robert Millar            | Luc Roosen           |        |
| 1991 | Tony Rominger            | Robert Millar            | Michael Carter       |        |
| 1992 | Andrew Hampsten          | Miguel Indurain          | Charly Mottet        |        |
| 1993 | Pascal Richard           | Claudio Chiappucci       | Andrew Hampsten      |        |
| 1994 | Pascal Richard           | Armand de Las Cuevas     | Andrew Hampsten      |        |
| 1995 | Tony Rominger            | Piotr Ugrumov            | Francesco Casagrande |        |
| 1996 | Abraham Olano            | Oleksandr Honchenkov     | Giuseppe Guerini     |        |
| 1997 | Pavel Tonkov             | Chris Boardman           | Beat Zberg           |        |
| 1998 | Laurent Dufaux           | Alex Zülle               | Francesco Casagrande |        |
| 1999 | Laurent Jalabert         | Beat Zberg               | Wladimir Belli       |        |
| 2000 | Paolo Savoldelli         | Joseba Beloki            | Laurent Dufaux       |        |
| 2001 | Dario Frigo              | Félix García Casas       | Wladimir Belli       |        |
| 2002 | Dario Frigo              | Alex Zülle               | Cadel Evans          |        |
| 2003 | Tyler Hamilton           | Laurent Dufaux           | Francisco Pérez      |        |
| 2004 | Tyler Hamilton           | Fabian Jeker             | Leonardo Piepoli     |        |
| 2005 | Santiago Botero          | Damiano Cunego           | Denis Mensjov        |        |
| 2006 | Cadel Evans              | Alberto Contador         | Alejandro Valverde   |        |
| 2007 | Thomas Dekker            | Paolo Savoldelli         | Andrej Kasjetjkin    |        |
| 2008 | Andreas Klöden           | Roman Kreuziger          | Marco Pinotti        |        |
| 2009 | Roman Kreuziger          | Vladimir Karpets         | Rein Taaramäe        |        |
| 2010 | Simon Špilak             | Denis Mensjov            | Michael Rogers       |        |
| 2011 | Cadel Evans              | Tony Martin              | Alekszandr Vinokurov |        |
| 2012 | Bradley Wiggins          | Andrew Talansky          | Rui Costa            |        |
| 2013 | Chris Froome             | Simon Špilak             | Rui Costa            |        |
| 2014 | Chris Froome             | Simon Špilak             | Rui Costa            |        |
| 2015 | Ilnur Sakarin            | Simon Špilak             | Chris Froome         |        |
| 2016 | Nairo Quintana           | Thibaut Pinot            | Jon Izagirre         |        |
| 2017 | Richie Porte             | Simon Yates              | Primož Roglič        |        |
| 2018 | Primož Roglič            | Egan Bernal              | Richie Porte         |        |
| 2019 | Primož Roglič            | Rui Costa                | Geraint Thomas       |        |
| 2020 | aflyst                   | aflyst                   | aflyst               | aflyst |
| 2021 | Geraint Thomas           | Richie Porte             | Fausto Masnada       |        |
| 2022 | Aleksandr Vlasov         | Gino Mäder               | Simon Geschke        |        |
| 2023 | Adam Yates               | Matteo Jorgenson         | Damiano Caruso       |        |
| 2024 | Carlos Rodríguez         | Aleksandr Vlasov         | Florian Lipowitz     |        |
| 2025 |                          |                          |                      |        |